# Labastide-Saint-Sernin
Pour les articles homonymes, voir Labastide.
Labastide-Saint-Sernin est une commune française située dans le nord du département de la Haute-Garonne, en région Occitanie. Elle se situe au nord de l'agglomération toulousaine, à 15 km de Toulouse, au sein de son aire urbaine.
Sur le plan historique et culturel, la commune est dans le Pays toulousain, qui s’étend autour de Toulouse le long de la vallée de la Garonne, bordé à l’ouest par les coteaux du Savès, à l’est par ceux du Lauragais et au sud par ceux de la vallée de l’ Ariège et du Volvestre. Exposée à un climat océanique altéré, elle est drainée par le Girou et par divers autres petits cours d'eau.
Labastide-Saint-Sernin est une commune urbaine qui compte 1 946 habitants en 2022, après avoir connu une forte hausse de la population depuis 1975. Elle appartient à l'unité urbaine de Toulouse et fait partie de l'aire d'attraction de Toulouse. Ses habitants sont appelés les Labastidiens ou  Labastidiennes.

## Géographie

### Localisation
La commune de Labastide-Saint-Sernin se trouve dans le département de la Haute-Garonne, en région Occitanie.
Elle se situe à 15 km à vol d'oiseau de Toulouse, préfecture du département, et à 4 km de Pechbonnieu, bureau centralisateur du canton de Pechbonnieu dont dépend la commune depuis 2015 pour les élections départementales.
La commune fait en outre partie du bassin de vie de Toulouse.
Les communes les plus proches sont : 
Gargas (2,0 km), Villariès (2,3 km), Montberon (2,7 km), Cépet (3,4 km), Bazus (3,7 km), Gratentour (3,8 km), Pechbonnieu (3,9 km), Vacquiers (4,5 km).
Sur le plan historique et culturel, Labastide-Saint-Sernin fait partie du pays toulousain, une ceinture de plaines fertiles entrecoupées de bosquets d'arbres, aux molles collines semées de fermes en briques roses, inéluctablement grignotée par l'urbanisme des banlieues.
Labastide-Saint-Sernin est limitrophe de six autres communes.
Les communes limitrophes sont  Cépet, Gargas, Gratentour, Montberon, Pechbonnieu et Villariès.
|            | Gargas                 | Villariès |
| Cépet      | Labastide-Saint-Sernin |           |
| Gratentour | Pechbonnieu            | Montberon |

### Géologie et relief
La superficie de la commune est de 497 hectares ; son altitude varie de 126  à   184 mètres.

### Hydrographie

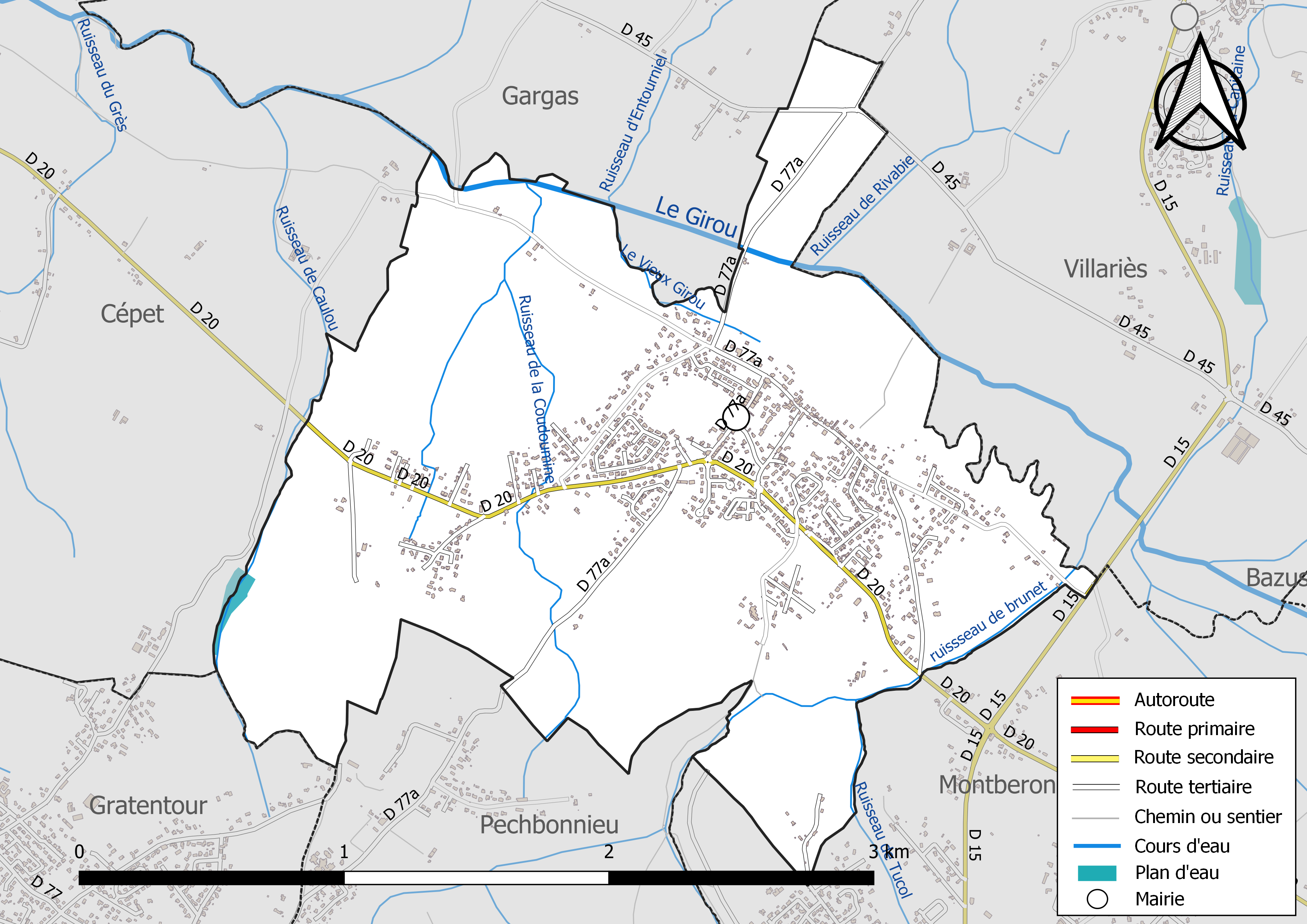
Réseaux hydrographique et routier de Labastide-Saint-Sernin.

La commune est dans le bassin de la Garonne, au sein du bassin hydrographique Adour-Garonne. Elle est drainée par le Girou, le Vieux Girou, le ruisseau de Caulou, le ruisseau de la Coudoumine, le ruisseau de la Magdelaine, le ruisseau de Tucol et par un petit cours d'eau, constituant un réseau hydrographique de 8 km de longueur totale,.
Le Girou, d'une longueur totale de 64,5 km, prend sa source dans la commune de Puylaurens (81) et s'écoule du sud-est vers le nord-ouest. Il traverse la commune et se jette dans l'Hers-Mort à Saint-Jory, après avoir traversé 31 communes.

### Climat
Pour des articles plus généraux, voir Climat de l'Occitanie et Climat de la Haute-Garonne.
En 2010, le climat de la commune est de type climat du Bassin du Sud-Ouest, selon une étude s'appuyant sur une série de données couvrant la période 1971-2000. En 2020, Météo-France publie une typologie des climats de la France métropolitaine dans laquelle la commune est exposée à un climat océanique altéré et est dans la région climatique Aquitaine, Gascogne, caractérisée par une pluviométrie abondante au printemps, modérée en automne, un faible ensoleillement au printemps, un été chaud (19,5 °C), des vents faibles, des brouillards fréquents en automne et en hiver et des orages fréquents en été (15 à 20 jours).
Pour la période 1971-2000, la température annuelle moyenne est de 13,3 °C, avec une amplitude thermique annuelle de 15,8 °C. Le cumul annuel moyen de précipitations est de 728 mm, avec 10 jours de précipitations en janvier et 5,7 jours en juillet. Pour la période 1991-2020, la température moyenne annuelle observée sur la station météorologique la plus proche, située sur la commune de Blagnac à 13 km à vol d'oiseau, est de 14,2 °C et le cumul annuel moyen de précipitations est de 627,0 mm,. Pour l'avenir, les paramètres climatiques de la commune estimés pour 2050 selon différents scénarios d’émission de gaz à effet de serre sont consultables sur un site dédié publié par Météo-France en novembre 2022.

### Milieux naturels et biodiversité
Aucun espace naturel présentant un intérêt patrimonial n'est recensé sur la commune dans l'inventaire national du patrimoine naturel,,.

## Urbanisme

### Typologie
Au 1er janvier 2024, Labastide-Saint-Sernin est catégorisée ceinture urbaine, selon la nouvelle grille communale de densité à sept niveaux définie par l'Insee en 2022.
Elle appartient à l'unité urbaine de Toulouse, une agglomération inter-départementale regroupant 81  communes, dont elle est une commune de la banlieue,,. Par ailleurs la commune fait partie de l'aire d'attraction de Toulouse, dont elle est une commune de la couronne,. Cette aire, qui regroupe 527 communes, est catégorisée dans les aires de 700 000 habitants ou plus (hors Paris),.

### Occupation des sols
L'occupation des sols de la commune, telle qu'elle ressort de la base de données européenne d’occupation biophysique des sols Corine Land Cover (CLC), est marquée par l'importance des territoires agricoles (56,4 % en 2018), en diminution par rapport à 1990 (60,8 %). La répartition détaillée en 2018 est la suivante : 
terres arables (30,1 %), forêts (22,7 %), zones urbanisées (20,9 %), zones agricoles hétérogènes (16,4 %), prairies (10 %). L'évolution de l’occupation des sols de la commune et de ses infrastructures peut être observée sur les différentes représentations cartographiques du territoire : la carte de Cassini (XVIIIe siècle), la carte d'état-major (1820-1866) et les cartes ou photos aériennes de l'IGN pour la période actuelle (1950 à aujourd'hui).

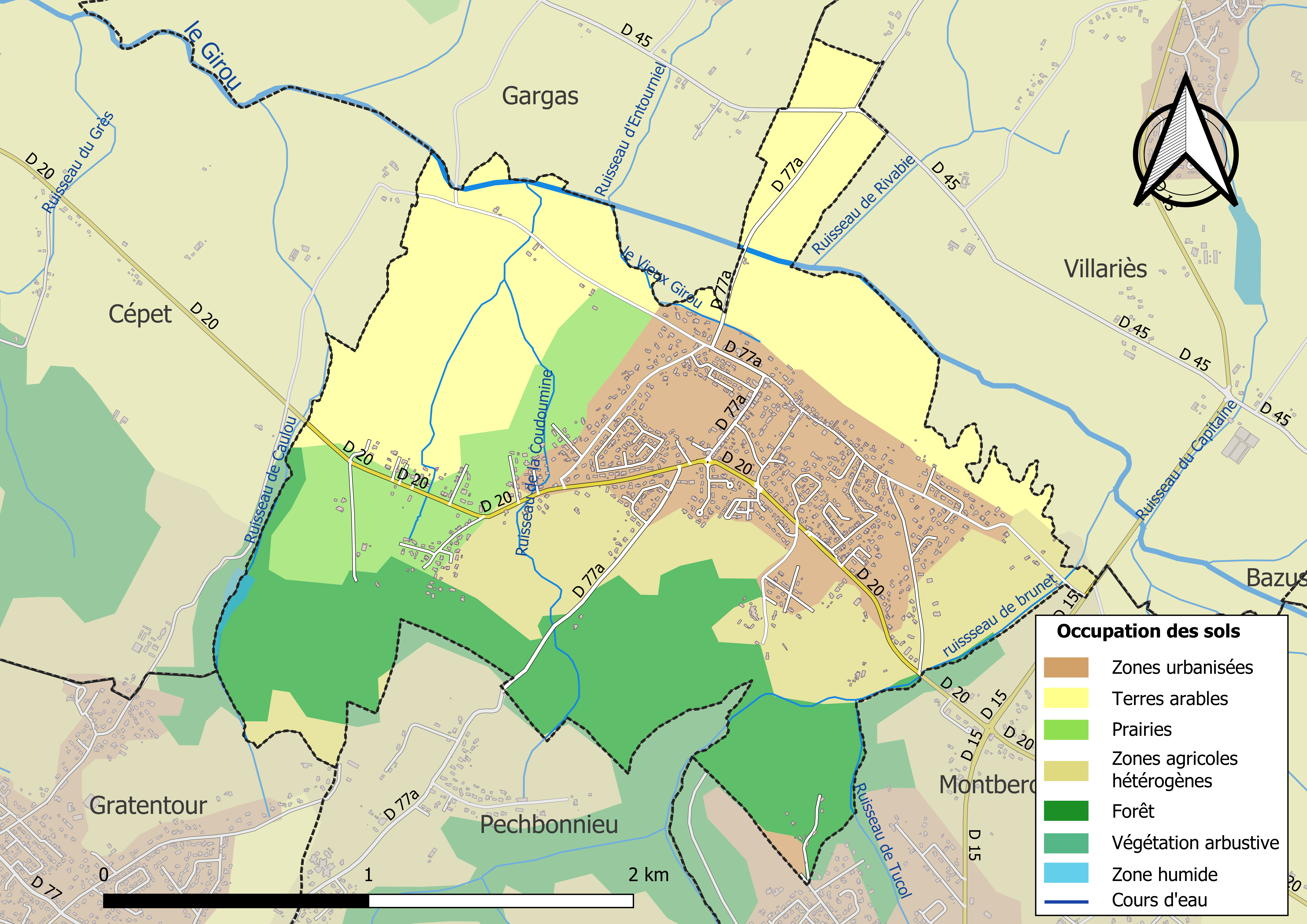
Carte des infrastructures et de l'occupation des sols de la commune en 2018 (CLC).

### Morphologie urbaine
La zone urbanisée de la commune se concentre sur le centre-village et sur les routes de la commune. Malgré l'appartenance de cette dernière à l'agglomération toulousaine, les paysages ruraux restent visibles sur la commune. Cependant, la périurbanisation récente dans l'aire urbaine entraîne une hausse sensible de nouveaux logements sur la commune.

### Voies de communication et transports
La ligne 329 du réseau Arc-en-Ciel relie la commune à la station Borderouge du métro de Toulouse depuis Villariès ou Villeneuve-lès-Bouloc.
Les gares les plus proches sont la gare de Saint-Jory (sur la ligne de Bordeaux à Sète) et la gare de Gragnague (sur la ligne de Brive à Toulouse via Capdenac).
Le village est traversé par la route départementale 20, qui relie Ondes à Verfeil via le centre de la commune. La RD77A permet également l'accès à Gratentour, et la RD45 assure la liaison Castelnau-d'Estrétefonds - Gragnague via le nord du village. Les autoroutes A62 et A68, accessibles toutes deux à moins de 10 kilomètres, permettent d'accéder à Toulouse, Montauban, et Albi, ainsi qu'à Bordeaux, Paris et Agen.
L'aéroport de Toulouse-Blagnac est le plus proche du village, à une vingtaine de kilomètres.

### Risques majeurs
Le territoire de la commune de Labastide-Saint-Sernin est vulnérable à différents aléas naturels : météorologiques (tempête, orage, neige, grand froid, canicule ou sécheresse), inondations et séisme (sismicité très faible). Un site publié par le BRGM permet d'évaluer simplement et rapidement les risques d'un bien localisé soit par son adresse soit par le numéro de sa parcelle.
Certaines parties du territoire communal sont susceptibles d’être affectées par le risque d’inondation par débordement de cours d'eau, notamment le Girou. La commune a été reconnue en état de catastrophe naturelle au titre des dommages causés par les inondations et coulées de boue survenues en 1982, 1992, 1999, 2007 et 2009,.

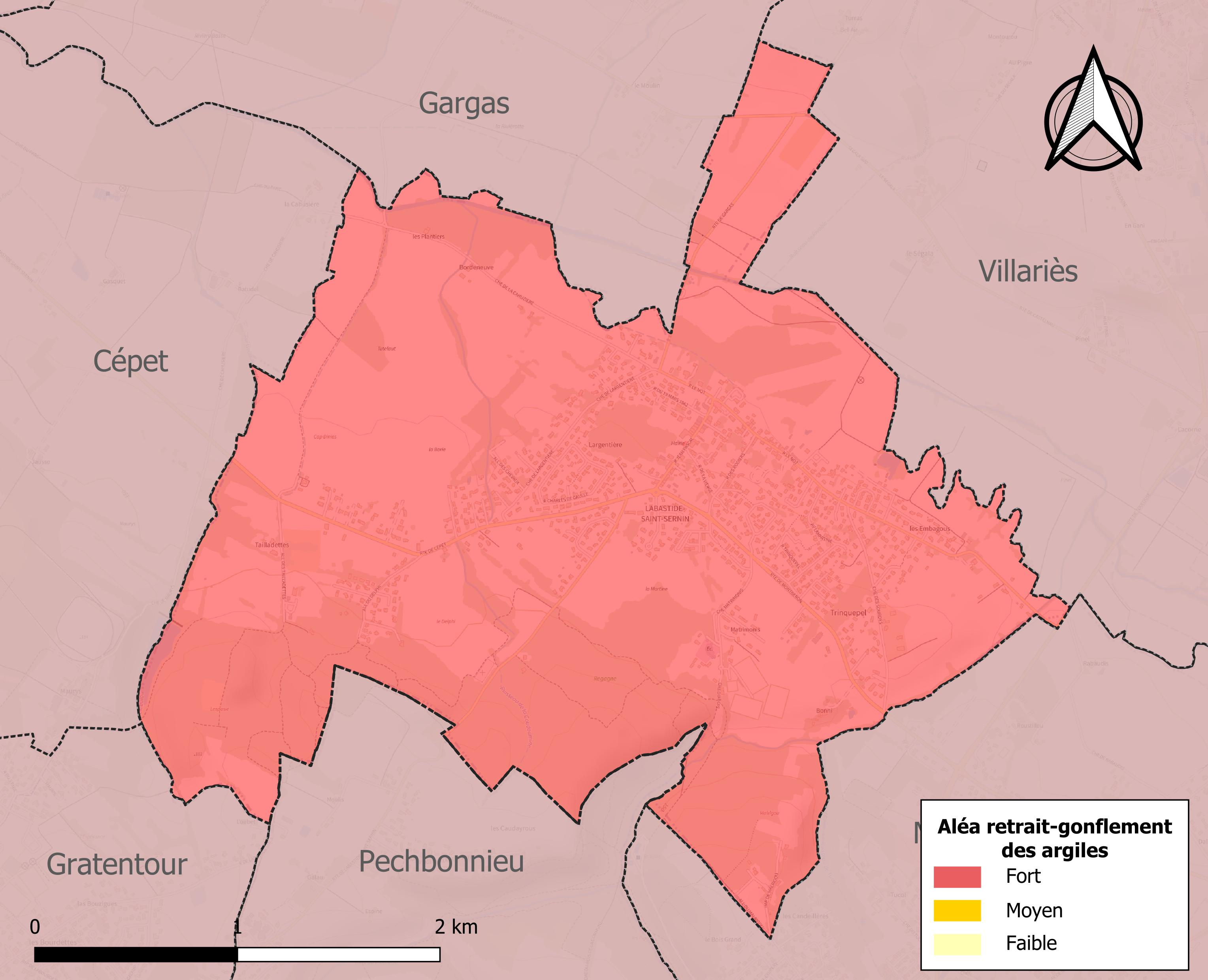
Carte des zones d'aléa retrait-gonflement des sols argileux de Labastide-Saint-Sernin.

Le retrait-gonflement des sols argileux est susceptible d'engendrer des dommages importants aux bâtiments en cas d’alternance de périodes de sécheresse et de pluie. La totalité de la commune est en aléa moyen ou fort (88,8 % au niveau départemental et 48,5 % au niveau national). Sur les 696 bâtiments dénombrés sur la commune en 2019, 696 sont en aléa moyen ou fort, soit 100 %, à comparer aux 98 % au niveau départemental et 54 % au niveau national. Une cartographie de l'exposition du territoire national au retrait gonflement des sols argileux est disponible sur le site du BRGM,.
Par ailleurs, afin de mieux appréhender le risque d’affaissement de terrain, l'inventaire national des cavités souterraines permet de localiser celles situées sur la commune.
Concernant les mouvements de terrains, la commune a été reconnue en état de catastrophe naturelle au titre des dommages causés par la sécheresse en 1989, 1991, 1993, 1998, 2002, 2003, 2008, 2011, 2012, 2015 et 2017 et par des mouvements de terrain en 1999.

## Histoire

### Héraldique
| Labastide-Saint-Sernin | Son blasonnement est : De gueules à la croix cléchée, vidée et pommetée de douze pièces d'or surmontée d'une fasce ondée d'argent. |

## Politique et administration

### Administration municipale
Le nombre d'habitants au recensement de 2011 étant compris entre 1 500 habitants et 2 499 habitants, le nombre de membres du conseil municipal pour l'élection de 2014 est de dix neuf,.

### Rattachements administratifs et électoraux
Commune faisant partie de la cinquième circonscription de la Haute-Garonne de la communauté de communes des Coteaux-Bellevue et du canton de Pechbonnieu (avant le redécoupage départemental de 2014, Labastide-Saint-Sernin faisait partie de l'ex-canton de Fronton).

### Liste des maires

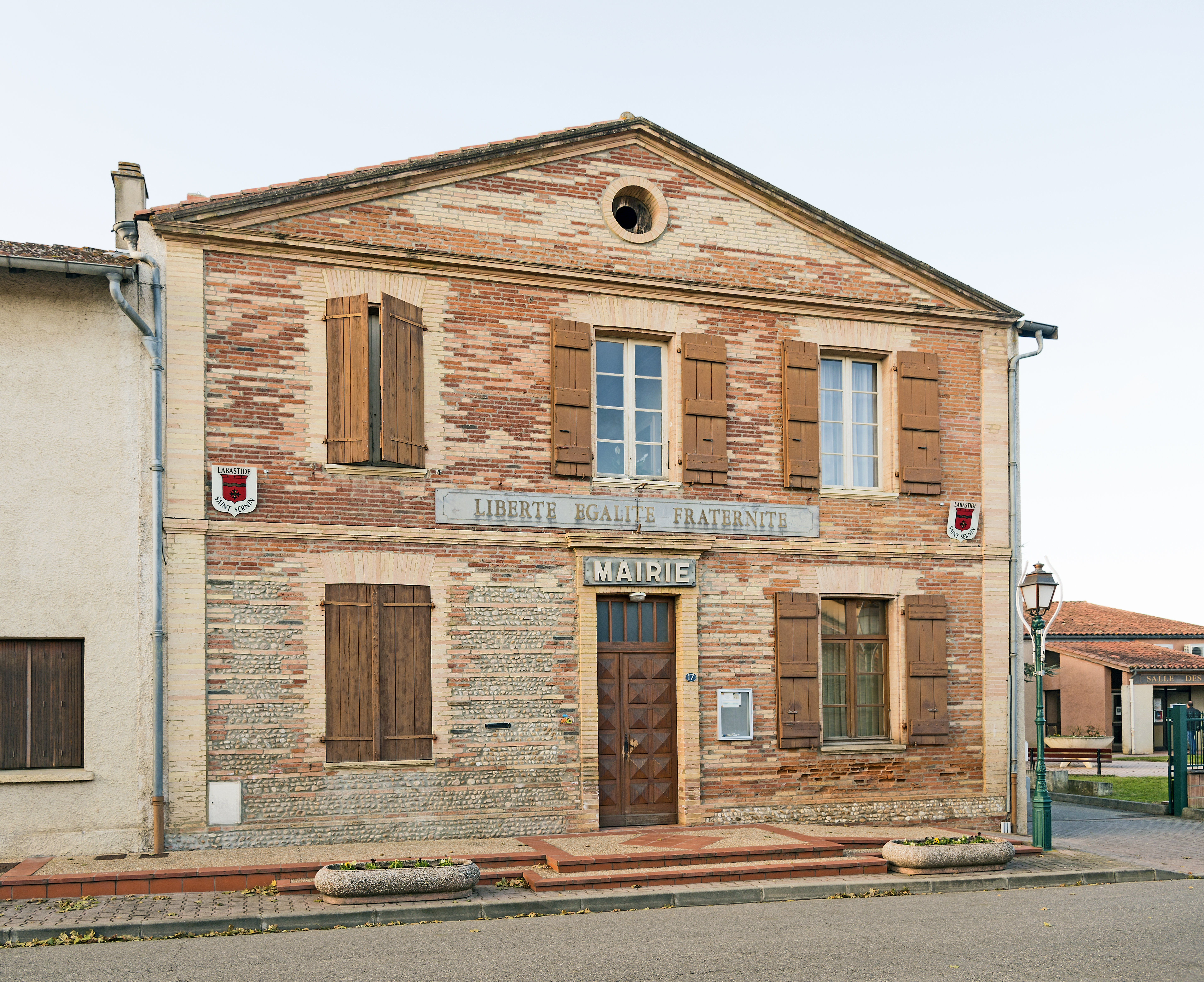
La mairie.

## Population et société

### Démographie
| 1793 | 1800 | 1806 | 1821 | 1831 | 1836 | 1841 | 1846 | 1851 |
| ---- | ---- | ---- | ---- | ---- | ---- | ---- | ---- | ---- |
| 202  | 220  | 226  | 239  | 238  | 251  | 381  | 399  | 410  |

| 1856 | 1861 | 1866 | 1872 | 1876 | 1881 | 1886 | 1891 | 1896 |
| ---- | ---- | ---- | ---- | ---- | ---- | ---- | ---- | ---- |
| 253  | 238  | 226  | 238  | 232  | 234  | 229  | 230  | 229  |

| 1901 | 1906 | 1911 | 1921 | 1926 | 1931 | 1936 | 1946 | 1954 |
| ---- | ---- | ---- | ---- | ---- | ---- | ---- | ---- | ---- |
| 225  | 220  | 198  | 174  | 170  | 157  | 162  | 159  | 143  |

| 1962 | 1968 | 1975 | 1982 | 1990  | 1999  | 2006  | 2011  | 2016  |
| ---- | ---- | ---- | ---- | ----- | ----- | ----- | ----- | ----- |
| 181  | 380  | 603  | 980  | 1 208 | 1 329 | 1 685 | 1 820 | 1 899 |

| 2021  | 2022  | - | - | - | - | - | - | - |
| ----- | ----- | - | - | - | - | - | - | - |
| 1 950 | 1 946 | - | - | - | - | - | - | - |

### Enseignement
Labastide-Saint-Sernin fait partie de l'académie de Toulouse.
L'éducation est assurée sur la commune par un groupe scolaire (écoles maternelle et élémentaire).

### Santé
Centre communal d’action sociale,

### Culture et festivité
Médiathèque, comité des fêtes, école de musique,

### Sports
Club de rugby à XV l'entente de la vallée du Girou XV, tennis, pétanque, chasse, judo, football,

### Écologie et recyclage
La collecte et le traitement des déchets des ménages et des déchets assimilés ainsi que la protection et la mise en valeur de l'environnement se font dans le cadre de la communauté de communes des Coteaux Bellevue.
Les déchèteries les plus proches sont situées sur les communes de Garidech, L'Union ou Saint-Alban.

## Économie

### Revenus
En 2018  (données Insee publiées en septembre 2021), la commune compte 729 ménages fiscaux, regroupant 1 909 personnes. La médiane du revenu disponible par unité de consommation est de 25 170 € (23 140 € dans le département).

### Emploi
|                | 2008  | 2013  | 2018  |
| -------------- | ----- | ----- | ----- |
| Commune        | 6 %   | 6,1 % | 7,8 % |
| Département    | 7,7 % | 9,6 % | 9,3 % |
| France entière | 8,3 % | 10 %  | 10 %  |

En 2018, la population âgée de 15 à 64 ans s'élève à 1 223 personnes, parmi lesquelles on compte 79,8 % d'actifs (72 % ayant un emploi et 7,8 % de chômeurs) et 20,2 % d'inactifs,. Depuis 2008, le taux de chômage communal (au sens du recensement) des 15-64 ans est inférieur à celui de la France et du département.
La commune fait partie de la couronne de l'aire d'attraction de Toulouse, du fait qu'au moins 15 % des actifs travaillent dans le pôle,. Elle compte 213 emplois en 2018, contre 194 en 2013 et 175 en 2008. Le nombre d'actifs ayant un emploi résidant dans la commune est de 881, soit un indicateur de concentration d'emploi de 24,1 % et un taux d'activité parmi les 15 ans ou plus de 62,9 %.
Sur ces 881 actifs de 15 ans ou plus ayant un emploi, 124 travaillent dans la commune, soit 14 % des habitants. Pour se rendre au travail, 92,4 % des habitants utilisent un véhicule personnel ou de fonction à quatre roues, 2,1 % les transports en commun, 2,9 % s'y rendent en deux-roues, à vélo ou à pied et 2,5 % n'ont pas besoin de transport (travail au domicile).

### Activités

#### Secteurs d'activités
130 établissements sont implantés  à Labastide-Saint-Sernin au 31 décembre 2019. Le tableau ci-dessous en détaille le nombre par secteur d'activité et compare les ratios avec ceux du département,.
| Secteur d'activité                                                                                        | Commune | Commune | Département |
| Secteur d'activité                                                                                        | Nombre  | %       | %           |
| --- | ------- | ------- | ----------- |
| Ensemble                                                                                                  | 130     | 100 %   | (100 %)     |
| Industrie manufacturière, industries extractives et autres                                                | 6       | 4,6 %   | (5,7 %)     |
| Construction                                                                                              | 15      | 11,5 %  | (12 %)      |
| Commerce de gros et de détail, transports, hébergement et restauration                                    | 21      | 16,2 %  | (25,9 %)    |
| Information et communication                                                                              | 3       | 2,3 %   | (4,1 %)     |
| Activités financières et d'assurance                                                                      | 5       | 3,8 %   | (3,8 %)     |
| Activités immobilières                                                                                    | 3       | 2,3 %   | (4,2 %)     |
| Activités spécialisées, scientifiques et techniques et activités de services administratifs et de soutien | 28      | 21,5 %  | (19,8 %)    |
| Administration publique, enseignement, santé humaine et action sociale                                    | 32      | 24,6 %  | (16,6 %)    |
| Autres activités de services                                                                              | 17      | 13,1 %  | (7,9 %)     |

Le secteur de l'administration publique, l'enseignement, la santé humaine et l'action sociale est prépondérant sur la commune puisqu'il représente 24,6 % du nombre total d'établissements de la commune (32 sur les 130 entreprises implantées  à Labastide-Saint-Sernin), contre 16,6 % au niveau départemental.

#### Entreprises et commerces
Les cinq entreprises ayant leur siège social sur le territoire communal qui génèrent le plus de chiffre d'affaires en 2020 sont : 
- Societe Des Hydrocarbures De Midi Pyrenees - HYMPYR, commerce de gros (commerce interentreprises) de combustibles et de produits annexes (50 026 k€)
- APF, travaux de menuiserie métallique et serrurerie (3 158 k€)
- Lag2M, activités des sièges sociaux (709 k€)
- Terres De France Evenements, organisation de foires, salons professionnels et congrès (176 k€)
- Kris Coiffure, coiffure (7 k€)

Aucune exploitation agricole ayant son siège dans la commune n'est recensée lors du recensement agricole de 2020 (six en 1988),.

## Culture locale et patrimoine

### Lieux et monuments

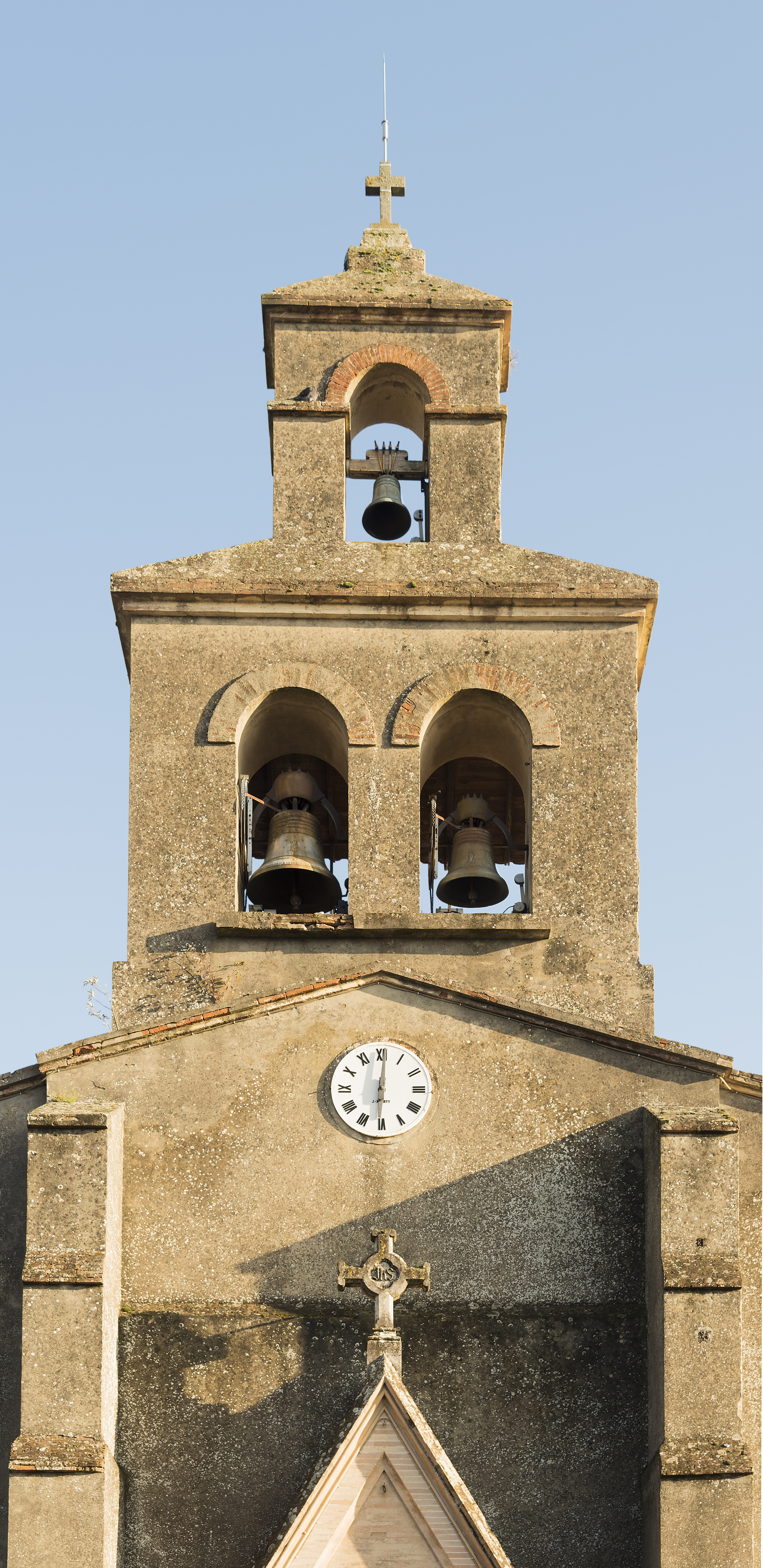
Le clocher-mur de l'église.

- L'église Saint-Sernin et son clocher-mur complètent le patrimoine communal.

### Personnalités liées à la commune
- Joseph-François Foulquier

## Pour approfondir